# Curado (Jaboatão dos Guararapes)
Curado é a denominação de cinco bairros residenciais na cidade brasileira de Jaboatão dos Guararapes, no estado de Pernambuco. No município limítrofe, Recife, há também um bairro com o mesmo nome.

## Localização
O Curado tem limites entre rodovias e avenidas em áreas da Região Metropolitana do Recife. Nele é Localizado o Distrito Industrial do Curado (Parquetel e o Conjunto Urbano do Curado - CUC).
O acesso é pela BR-232 e a BR-408. Dentre as cinco regiões administrativas do município, das que possuem conjuntos habitacionais, é a que tem os melhores indicadores de infraestrutura de saneamento e tem potencial ambiental e turístico garantidos pela localização da Colônia Agrícola Cova de Onça - ZLT- 6, uma área de preservação ambiental com concentração de pequenos sítios, próximo a Mata de Manassu.
Nele foram construídos os Conjuntos Habitacionais Curado I, II e III em 1979 e o Curado IV em 1986, junto com a inauguração do novo Terminal Rodoviário do Recife (TIP/Terminal integrado de Passageiros) em outubro daquele ano. Mais tarde, o Curado V, chamado de Residencial Vale dos Sonhos. O maior conjunto habitacional é do Curado IV, que conta com 142 blocos, cada um com 32 apartamentos. Também maior em extensão por compreender a parte baixa e a parte alta do bairro (ruas 13, 14, 15 e 19).

## População dos curados
| Conjunto   | populacão |
| ---------- | --------- |
| Curado I   | 26,580    |
| Curado II  | 23,500    |
| Curado III | 19,100    |
| Curado IV  | 30,430    |
| Curado V   | 24,800    |

## Geografia
No todo, o bairro apresenta cerca de 70.000 habitantes atualmente. Por apresentar áreas verdes de preservação ambiental, como a Mata de Jangadinha (Cavaleiro - Curado I) e a Cova de Onça (Curado II - Curado III), os bairros apresentam um clima um pouco mais ameno, em relação aos bairros vizinhos, como Cavaleiro, que é bem mais populoso. No inverno, lugares como o Curado I chegam a marcar cerca de 18°C.

### Relevo
O bairro apresenta um relevo de mares de morro, e possui uma altitude média de 40m. Além disso, podemos destacar os lugares mais altos do bairro, como a Avenida Oito, ruas 13, 14 e 19 (Curado IV), e como as ruas 12 e 21 (Curado I).

### Divisão
Por ser um bairro grande, o Curado (Jaboatão), se divide em Curado I, II, III, IV e V. Sendo os Curados II, III, IV e V muito próximos um dos outros, e tendo acesso pela BR-232 (Curado II) e pela BR-408 (Curado IV). Já o Curado I  localiza-se no outro lado da BR-232, deixando-o mais longe dos outros Curados e mais próximo de Cavaleiro, que é polo econômico de Jaboatão dos Guararapes. Portanto, essa localização favorável do Curado I atrai moradores e deixa os alugueis mais altos e, além disso, esse contexto resulta no maior desenvolvimento do Curado I perante os outros Curados.

## Demografia
- População (Censo Jaboatão– 2010):  57.192 pessoas.
- População estimada (2020): 120.166 pessoas.